# Bernal (Mexiko)
Bernal (auch San Sebastián Bernal) ist ein etwa 4.000 Einwohner zählender Ort im mexikanischen Bundesstaat Querétaro. Bernal gehört zum Municipio Ezequiel Montes und ist seit dem Jahr 2005 wegen seiner kolonialen Architektur als Pueblo Mágico anerkannt.

## Lage
Bernal befindet sich knapp 60 km (Fahrtstrecke) nordöstlich von Santiago de Querétaro am Südrand der Sierra Gorda in einer Höhe von ca. 2075 m ü. d. M. Das Klima ist gemäßigt und eher regenarm; die Nächte können kalt sein.

## Bevölkerung
Die Region von Bernal wurde bis zur Ankunft der Spanier (Conquista) von der indigenen Bevölkerung vom Volk der Otomí bewohnt. Später kamen Spanier und Angehörige anderer indianischer Stammesgruppen hinzu.

## Wirtschaft
Grundnahrungsmittel sind Mais und Bohnen, doch werden diese in der trockenen Umgebung nur noch selten angebaut. Stattdessen hat man sich auf den Anbau von Opuntien und Wein spezialisiert, die mit den kalkhaltigen Böden gut zurechtkommen.

## Geschichte
Die Überlieferungen widersprechen sich im Gründungsdatum von Bernal: Während eine Überlieferung davon berichtet, dass der Ort im Jahr 1647 durch Leutnant Alonso Cabrera und seiner Begleitung von zehn Soldaten und drei seiner Söhne gegründet wurde, berichten andere Überlieferungen davon, dass der Ort Bernal bereits im Jahr 1642 als Gründung von 26 spanischen Familien existierte. Mit dem Einzug der Spanier wurde zum Schutz vor angreifenden Chichimeken umgehend eine Militärgarnison gegründet. Im 19. Jahrhundert wurde Bernal Zeuge der Französischen Intervention in Mexiko.
Weltberühmt wurde die Stadt durch das Computerspiel The Finals, die als Vorlage für die gleichnamige Map diente.

## Sehenswürdigkeiten
- Die Ortschaft Bernal befindet sich am Fuße des ca. 8,7 Millionen Jahre alten Peña de Bernal, der mit 433 m Höhe (Prominenz 350 m) zu den höchsten Monolithen der Welt gezählt wird. Der Felsen, der laut der einheimischen Bevölkerung magische Kräfte besitzen und ein langes Leben verleihen soll, wird jedes Jahr von mehreren tausend Touristen besucht. Anlässlich des jeden Jahres im Frühjahr stattfindenden Festes der Tag-und-Nacht-Gleiche (equinoccio) reisen zahlreiche Menschen aus der Welt an um sich mit „neuer Energie aufladen zu lassen“. Der Felsen wurde im Jahr 2009 – zusammen mit anderen noch lebendigen Traditionen der Otomí-Chichimeken – in die Repräsentative Liste des immateriellen Kulturerbes der Menschheit der UNESCO eingetragen.[4]
- Der Ort selbst punktet mit seinen teils verwinkelten Gassen und seinen manchmal 200 oder 300 Jahre alten Häusern, die teilweise von Arkaden gesäumt sind.
- Teile eines kolonialzeitlichen Verwaltungsgebäudes (El Castillo) wurden zu einem Maskenmuseum und zu einem Hotel umgebaut.
- Die dem hl. Sebastian geweihte Kirche stammt aus dem frühen 18. Jahrhundert.